# Llista de seleccions del Campionat del Món de Futbol sub-20 2007
Seleccions participants en el Campionat del Món de Futbol sub-20 2007.

## Grup A

### Àustria
Seleccionador:  Paul Gludovatz
| Dorsal | Posició     | Jugador               | Data de naixement/edat | Partits | Gols | Club                  |
| ------ | ----------- | --------------------- | ---------------------- | ------- | ---- | --------------------- |
| 1      | Porter      | Bartolomej Kuru       | 6 d'abril 1987         |         |      | Austria Wien          |
| 2      | Defensa     | Thomas Panny          | 3 de febrer 1987       |         |      | Admira Wacker Mödling |
| 3      | Defensa     | Daniel Gramann        | 6 de gener 1987        |         |      | TSV Hartberg          |
| 4      | Defensa     | Sebastian Prödl       | 21 de juny 1987        |         |      | SK Sturm Graz         |
| 5      | Defensa     | Markus Suttner        | 16 d'abril 1987        |         |      | Austria Wien          |
| 6      | Migcampista | Michael Stanislaw     | 5 de juny 1987         |         |      | SC Schwanenstadt      |
| 7      | Migcampista | Martin Harnik         | 10 de juny 1987        |         |      | Werder Bremen         |
| 8      | Migcampista | Veli Kavlak           | 3 de novembre 1988     |         |      | Rapid Wien            |
| 9      | Davanter    | Erwin Hoffer          | 14 d'abril 1987        |         |      | Rapid Wien            |
| 10     | Migcampista | Zlatko Junuzovic      | 26 de setembre 1987    |         |      | Grazer AK             |
| 11     | Migcampista | Peter Hackmair        | 26 de juny 1987        |         |      | SV Ried               |
| 12     | Porter      | Andreas Lukse         | 8 de novembre 1987     |         |      | Rapid Wien            |
| 13     | Defensa     | Thomas Pirker         | 17 de gener 1987       |         |      | SK Austria Kärnten    |
| 14     | Migcampista | Bernhard Morgenthaler | 21 de juny 1987        |         |      | Admira Wacker Mödling |
| 15     | Defensa     | Michael Madl          | 21 de març 1988        |         |      | Austria Wien          |
| 16     | Davanter    | Ingo Enzenberger      | 27 d'agost 1987        |         |      | Red Bull Salzburg     |
| 17     | Migcampista | Tomas Simkovic        | 16 d'abril 1987        |         |      | Austria Wien          |
| 18     | Migcampista | Thomas Hinum          | 24 de juliol 1987      |         |      | SC Schwanenstadt      |
| 19     | Davanter    | Rubin Okotie          | 6 de juny 1987         |         |      | Austria Wien          |
| 20     | Migcampista | Siegfried Rasswalder  | 13 de maig 1987        |         |      | DSV Leoben            |
| 21     | Porter      | Michael Zaglmair      | 7 de desembre 1987     |         |      | LASK Linz             |

### Canadà
Seleccionador:  Dale Mitchell
| Dorsal | Posició     | Jugador                     | Data de naixement/edat | Partits | Gols | Club               |
| ------ | ----------- | --------------------------- | ---------------------- | ------- | ---- | ------------------ |
| 1      | Porter      | Asmir Begovic               | 20 de juny 1987        |         |      | Portsmouth         |
| 2      | Defensa     | Nana Attakora-Gyan          | 27 de març 1989        |         |      | Toronto FC         |
| 3      | Defensa     | Kent O'Connor               | 5 de març 1987         |         |      | 1860 Múnic         |
| 4      | Defensa     | David Edgar                 | 19 de maig 1987        |         |      | Newcastle United   |
| 5      | Defensa     | Marcus Haber                | 11 de gener 1989       |         |      | FC Groningen       |
| 6      | Migcampista | Jonathan Beaulieu-Bourgault | 27 de setembre 1988    |         |      | FC St. Pauli       |
| 7      | Migcampista | Jaime Peters                | 4 de maig 1987         | 14      |      | Ipswich Town       |
| 8      | Migcampista | Keegan Ayre                 | 4 de juliol 1988       |         |      | Hibernian          |
| 9      | Davanter    | Andrea Lombardo             | 23 de maig 1987        |         |      | Toronto FC         |
| 10     | Migcampista | Will Johnson                | 21 de gener 1987       | 3       |      | Heerenveen         |
| 11     | Migcampista | Simeon Jackson              | 28 de març 1987        |         |      | Rushden & Diamonds |
| 12     | Defensa     | Olivier Lacoste-Lebuis      | 28 d'agost 1990        |         |      | Strasbourg         |
| 13     | Defensa     | Stephen Lumley              | 16 d'abril 1987        |         |      | Toronto FC         |
| 14     | Davanter    | Tosaint Ricketts            | 6 d'agost 1987         |         |      | UW-Green Bay       |
| 15     | Migcampista | Christian Nunez             | 7 de juliol 1988       |         |      | Toronto FC         |
| 16     | Davanter    | Alex Elliott                | 24 d'abril 1987        |         |      | Univ. of Portland  |
| 17     | Defensa     | Gabe Gala                   | 29 de juny 1989        |         |      | Toronto FC         |
| 18     | Defensa     | Kennedy Owusu-Ansah         | 20 de juliol 1989      |         |      | Hertha Berlin      |
| 19     | Migcampista | Michael D'Agostino          | 7 de gener 1987        |         |      | Univ. of Kentucky  |
| 20     | Porter      | David Monsalve              | 21 de desembre 1988    |         |      | sense equip        |
| 21     | Porter      | Zach Kalthoff               | 20 de novembre 1988    |         |      | sense equip        |

### Xile
Seleccionador:  José Sulantay
| Dorsal | Posició     | Jugador              | Data de naixement/edat | Partits | Gols | Club                  |
| ------ | ----------- | -------------------- | ---------------------- | ------- | ---- | --------------------- |
| 1      | Porter      | Cristopher Toselli   | 15 de juny 1988        |         |      | Universidad Católica  |
| 2      | Defensa     | Cristián Suárez      | 6 de febrer 1987       |         |      | San Felipe            |
| 3      | Defensa     | Mauricio Isla        | 12 d'agost 1988        |         |      | Universidad Católica  |
| 4      | Defensa     | Eric Godoy           | 26 de març 1987        |         |      | Santiago Wanderers    |
| 5      | Defensa     | Nicolás Larrondo     | 4 d'octubre 1987       |         |      | Universidad de Chile  |
| 6      | Migcampista | Gary Medel           | 3 d'agost 1987         |         |      | Universidad Católica  |
| 7      | Davanter    | Alexis Sánchez       | 19 de desembre 1988    | 7       |      | Udinese               |
| 8      | Migcampista | Dagoberto Currimilla | 26 de desembre 1987    |         |      | Huachipato            |
| 9      | Davanter    | Nicolás Medina       | 28 de març 1987        |         |      | Osasuna               |
| 10     | Migcampista | Juan Pablo Arenas    | 22 d'abril 1987        |         |      | Colo-Colo             |
| 11     | Davanter    | Jaime Grondona       | 15 d'abril 1987        |         |      | Santiago Wanderers    |
| 12     | Porter      | Nery Veloso          | 2 de març 1987         |         |      | Huachipato            |
| 13     | Defensa     | Cristián Sepúlveda   | 23 de maig 1987        |         |      | Unión Española        |
| 14     | Migcampista | Arturo Vidal         | 22 de maig 1987        | 4       |      | Bayer Leverkusen      |
| 15     | Migcampista | Carlos Carmona       | 21 de febrer 1987      |         |      | Coquimbo Unido        |
| 16     | Migcampista | Gerardo Cortés       | 17 de maig 1988        |         |      | Deportes Concepción   |
| 17     | Defensa     | Hans Martínez        | 4 de gener 1987        |         |      | Universidad Católica  |
| 18     | Davanter    | Mathias Vidangossy   | 25 de maig 1987        | 3       |      | Vila-real CF          |
| 19     | Davanter    | Michael Silva        | 12 de març 1988        |         |      | Atlante               |
| 20     | Migcampista | Isaías Peralta       | 21 d'agost 1987        |         |      | Unión Española        |
| 21     | Porter      | Ronald Valladares    | 7 d'octubre 1987       |         |      | Arturo Fernández Vial |

### Congo
Seleccionador:  Eddie Hudanski
| Dorsal | Posició     | Jugador           | Data de naixement/edat | Partits | Gols | Club             |
| ------ | ----------- | ----------------- | ---------------------- | ------- | ---- | ---------------- |
| 1      | Porter      | Destin Onka       | 16 de març 1988        |         |      | ACNFF            |
| 2      | Defensa     | Yann Kombo        | 12 de març 1989        |         |      | ACNFF            |
| 3      | Defensa     | Yan Ahoungou      | 5 de setembre 1988     |         |      | ACNFF            |
| 4      | Defensa     | Jules Ondjola     | 25 d'agost 1988        |         |      | AJ Auxerre       |
| 5      | Davanter    | Gracia Ikouma     | 24 de desembre 1989    |         |      | ACNFF            |
| 6      | Defensa     | Oxence Mbani      | 5 de maig 1987         |         |      | AJ Auxerre       |
| 7      | Migcampista | Presten Lakolo    | 13 d'abril 1989        |         |      | ACNFF            |
| 8      | Migcampista | Delvin Ndinga     | 14 de març 1988        |         |      | AJ Auxerre       |
| 9      | Davanter    | Ermejea Ngakosso  | 30 d'octubre 1990      |         |      | ACNFF            |
| 10     | Migcampista | Cecil Filanckembo | 15 d'abril 1988        |         |      | AJ Auxerre       |
| 11     | Davanter    | Franchel Ibara    | 27 de juliol 1989      |         |      | Etoile du Congo  |
| 12     | Davanter    | Fabrice Nguessi   | 27 de febrer 1988      |         |      | ACNFF            |
| 13     | Davanter    | Harris Tchilimbou | 11 de novembre 1988    |         |      | ACNFF            |
| 14     | Defensa     | Jacques Loparimi  | 11 de juliol 1988      |         |      | ACNFF            |
| 15     | Defensa     | Mimille Okiele    | 17 d'abril 1988        |         |      | CARA Brazzaville |
| 16     | Porter      | Rufin Diampamba   | 10 d'octubre 1988      |         |      | ACNFF            |
| 17     | Defensa     | Murheyn Mereck    | 1 de setembre 1988     |         |      | ACNFF            |
| 18     | Migcampista | Saide Nkounga     | 20 de setembre 1990    |         |      | ACNFF            |
| 19     | Migcampista | Bovid Itoua       | 17 de febrer 1988      |         |      | ACNFF            |
| 20     | Davanter    | Ulrich Kapolongo  | 31 de juliol 1989      |         |      | ACNFF            |
| 21     | Porter      | Gildas Toufliana  | 6 de febrer 1988       |         |      | ACNFF            |

## Grup B

### Jordània
Seleccionador:  Jan Poulsen
| Dorsal | Posició     | Jugador             | Data de naixement/edat | Partits | Gols | Club       |
| ------ | ----------- | ------------------- | ---------------------- | ------- | ---- | ---------- |
| 1      | Porter      | Hamad Al Asmar      | 13 de gener 1987       |         |      | Al Jazira  |
| 2      | Porter      | Salah Msad          | 9 d'agost 1989         |         |      | Al Yarmouk |
| 3      | Defensa     | Ibrahim Zawareh     | 17 de gener 1989       |         |      | Al Faisaly |
| 4      | Migcampista | Mohammad Qatawneh   | 1 de febrer 1987       |         |      | Al Faisaly |
| 5      | Migcampista | Khaled Al Katatsheh | 9 de març 1988         |         |      | Al Faisaly |
| 6      | Defensa     | Anas Bani Yaseen    | 29 de novembre 1988    |         |      | Al Arabi   |
| 7      | Migcampista | Baha Suleiman       | 5 de gener 1987        |         |      | Al Faisaly |
| 8      | Migcampista | Abdallah Salim      | 10 de març 1987        |         |      | Al Wahdat  |
| 9      | Davanter    | Mohammad Shishani   | 24 d'abril 1989        |         |      | Al Ahli    |
| 10     | Davanter    | Ahmad Nofal         | 2 de maig 1987         |         |      | Al Ahli    |
| 11     | Migcampista | Anas Hijah          | 23 de juny 1987        |         |      | Al Faisaly |
| 12     | Porter      | Mohammad Abu Khousa | 3 de desembre 1987     |         |      | Al Buqa'a  |
| 13     | Defensa     | Mohammad Al Basha   | 5 de febrer 1988       |         |      | Al Jazira  |
| 14     | Migcampista | Raed Fraeh          | 5 de maig 1988         |         |      | Al Jazira  |
| 15     | Defensa     | Adnan Hasan         | 26 de setembre 1987    |         |      | Al Buqa'a  |
| 16     | Defensa     | Mohammad Aldmeiri   | 30 d'agost 1987        |         |      | Al Wahdat  |
| 17     | Migcampista | Mohammad Alawneh    | 18 de juny 1988        |         |      | Al Hussein |
| 18     | Davanter    | Abdallah Salah      | 18 de juliol 1987      |         |      | Al Wahdat  |
| 19     | Davanter    | Loiy Al Zaideh      | 22 de juliol 1988      |         |      | Al Jazira  |
| 20     | Migcampista | Ala Al Bashir       | 21 d'abril 1987        |         |      | Al Ramtha  |
| 21     | Defensa     | Tariq Al Jumah      | 17 d'abril 1987        |         |      | Al Arabi   |

### Espanya
Seleccionador:  Ginés Meléndez
| Dorsal | Posició     | Jugador           | Data de naixement/edat | Partits | Gols | Club                   |
| ------ | ----------- | ----------------- | ---------------------- | ------- | ---- | ---------------------- |
| 1      | Porter      | Antonio Adán      | 13 de maig 1987        |         |      | Reial Madrid Castella  |
| 2      | Defensa     | Antonio Barragán  | 12 de juny 1987        |         |      | Deportivo de La Coruña |
| 3      | Defensa     | José Ángel Crespo | 9 de febrer 1987       |         |      | Sevilla FC             |
| 4      | Defensa     | Marc Valiente     | 29 de març 1987        |         |      | FC Barcelona           |
| 5      | Defensa     | Gerard Piqué      | 2 de febrer 1987       |         |      | Manchester United      |
| 6      | Migcampista | Mario Suárez      | 24 de febrer 1987      |         |      | Real Valladolid        |
| 7      | Migcampista | Toni              | 28 de març 1987        |         |      | Aris FC                |
| 8      | Migcampista | Javi Garcia       | 8 de febrer 1987       |         |      | Reial Madrid           |
| 9      | Davanter    | Alberto Bueno     | 20 de març 1988        |         |      | Reial Madrid           |
| 10     | Migcampista | Esteban Granero   | 2 de juliol 1987       |         |      | Reial Madrid           |
| 11     | Migcampista | Diego Capel       | 16 de febrer 1988      |         |      | Sevilla FC             |
| 12     | Defensa     | Roberto Canella   | 7 de febrer 1988       |         |      | Sporting de Gijón      |
| 13     | Porter      | Ángel Bernabé     | 11 d'agost 1987        |         |      | Atlético Madrid        |
| 14     | Migcampista | Adrián González   | 25 de maig 1988        |         |      | Reial Madrid           |
| 15     | Migcampista | Iriome            | 22 de juny 1987        |         |      | CD Tenerife            |
| 16     | Davanter    | Juan Mata         | 28 d'abril 1988        |         |      | Valencia C.F.          |
| 17     | Migcampista | Gorka Elustondo   | 18 de març 1987        |         |      | Reial Societat         |
| 18     | Davanter    | Adrián            | 1 de gener 1988        |         |      | Deportivo de La Coruña |
| 19     | Migcampista | Marcos García     | 21 de març 1987        |         |      | Vila-real CF           |
| 20     | Migcampista | Stephen Sunday    | 17 de setembre 1988    |         |      | Valencia C.F.          |
| 21     | Porter      | Javi Martínez     | 27 de juny 1987        |         |      | Albacete Balompié      |

### Uruguai
Seleccionador:  Gustavo Ferrin
| Dorsal | Posició     | Jugador               | Data de naixement/edat | Partits | Gols | Club                |
| ------ | ----------- | --------------------- | ---------------------- | ------- | ---- | ------------------- |
| 1      | Porter      | Mauro Goicoechea      | 27 de març 1988        |         |      | Danubio             |
| 2      | Defensa     | Mauricio Prieto       | 26 de setembre 1987    |         |      | River Plate         |
| 3      | Defensa     | Martin Caceres        | 7 d'abril 1987         |         |      | Defensor Sporting   |
| 4      | Defensa     | Alejandro Gonzalez    | 23 de març 1988        |         |      | Peñarol             |
| 5      | Davanter    | Marcel Roman          | 7 de febrer 1988       |         |      | Danubio             |
| 6      | Defensa     | Gary Kagelmacher      | 21 d'abril 1988        |         |      | Danubio             |
| 7      | Davanter    | Mathias Cardaccio     | 2 d'octubre 1987       |         |      | Nacional Montevideo |
| 8      | Defensa     | Damian Suarez         | 27 d'abril 1988        |         |      | Defensor Sporting   |
| 9      | Davanter    | Edison Cavani         | 14 de febrer 1987      |         |      | Palermo             |
| 10     | Davanter    | Gerardo Vonder Putten | 28 de febrer 1988      |         |      | Danubio             |
| 11     | Migcampista | Elias Figueroa        | 26 de gener 1988       |         |      | Liverpool           |
| 12     | Porter      | Yonatan Irrazabal     | 12 de febrer 1988      |         |      | Defensor Sporting   |
| 13     | Defensa     | Juan Manuel Diaz      | 28 d'octubre 1987      |         |      | Liverpool           |
| 14     | Davanter    | Hugo Arismendi        | 25 de gener 1988       |         |      | Nacional Montevideo |
| 15     | Migcampista | Enzo Riuz             | 31 d'agost 1988        |         |      | Peñarol             |
| 16     | Davanter    | Bruno Montelongo      | 12 de setembre 1988    |         |      | River Plate         |
| 17     | Migcampista | Juan Surraco          | 14 d'agost 1987        |         |      | Udinese Calcio      |
| 18     | Davanter    | Luis Suarez           | 24 de gener 1987       | 1       |      | FC Groningen        |
| 19     | Migcampista | Tabare Viudez         | 8 de setembre 1989     |         |      | Defensor Sporting   |
| 20     | Migcampista | Emiliano Alfaro       | 28 d'abril 1988        |         |      | Liverpool           |
| 21     | Porter      | Yai Fontes            | 22 d'abril 1988        |         |      | Wanderers           |

### Zàmbia
Seleccionador:  George Lwandamina
| Dorsal | Posició     | Jugador          | Data de naixement/edat | Partits | Gols | Club                 |
| ------ | ----------- | ---------------- | ---------------------- | ------- | ---- | -------------------- |
| 1      | Porter      | Jacob Banda      | 11 de febrer 1988      |         |      | ZESCO United         |
| 2      | Migcampista | Peter Malama     | 11 d'abril 1988        |         |      | Nchanga Rangers      |
| 3      | Defensa     | Joseph Zimba     | 1 d'agost 1988         |         |      | Red Arrows FC        |
| 4      | Defensa     | Dennis Banda     | 10 de desembre 1988    |         |      | Green Buffaloes FC   |
| 5      | Defensa     | Henry Nyambe     | 27 d'agost 1987        |         |      | Forest Rangers FC    |
| 6      | Defensa     | Richard Chibwe   | 6 d'abril 1990         |         |      | National Assembly FC |
| 7      | Migcampista | Richard Phiri    | 28 d'octubre 1987      |         |      | Red Arrows FC        |
| 8      | Migcampista | William Njobvu   | 4 de març 1987         |         |      | Lusaka Dynamos       |
| 9      | Davanter    | Simon Lupiya     | 2 de febrer 1988       |         |      | Red Arrows FC        |
| 10     | Migcampista | Clifford Mulenga | 5 d'agost 1987         |         |      | Örgryte IS           |
| 11     | Migcampista | Fwayo Tembo      | 17 de febrer 1987      |         |      | Edusport             |
| 12     | Migcampista | Sebastian Mwansa | 21 de setembre 1988    |         |      | Green Buffaloes FC   |
| 13     | Migcampista | Musatwe Simutowe | 6 de març 1987         |         |      | Zamtel FC            |
| 14     | Defensa     | Goodson Kachinga | 4 d'abril 1988         |         |      | Red Arrows FC        |
| 15     | Migcampista | Justine Zulu     | 11 d'agost 1989        |         |      | National Assembly FC |
| 16     | Porter      | Danny Munyao     | 11 de desembre 1987    |         |      | Red Arrows FC        |
| 17     | Davanter    | Floyd Phiri      | 10 de desembre 1989    |         |      | Nchanga Rangers      |
| 18     | Davanter    | Rodgers Kola     | 4 de juny 1989         |         |      | Edusport             |
| 19     | Davanter    | Emmanuel Mayuka  | 21 de novembre 1990    |         |      | Kabwe Warriors       |
| 20     | Migcampista | Stophira Sunzu   | 22 de juny 1989        |         |      | Konkola Blades       |
| 21     | Porter      | Bob Gift Banda   | 9 d'octubre 1987       |         |      | Kabwe Warriors       |

## Grup C

### Gàmbia
Seleccionador:  Peter Johnson
| Dorsal | Posició     | Jugador            | Data de naixement/edat | Partits | Gols | Club                   |
| ------ | ----------- | ------------------ | ---------------------- | ------- | ---- | ---------------------- |
| 1      | Porter      | Joseph Gomez       | 25 de desembre 1987    |         |      | Wallidan FC            |
| 2      | Defensa     | Pierre Gomez       | 3 de maig 1989         |         |      | Banjul Hawks FC        |
| 3      | Defensa     | Furmus Mendy       | 11 de juliol 1987      |         |      | Gambia Ports Authority |
| 4      | Defensa     | Alagie Ngum        | 18 d'octubre 1988      |         |      | GAMTEL FC              |
| 5      | Defensa     | Ken Jammeh         | 18 de novembre 1987    |         |      | Banjul Hawks FC        |
| 6      | Defensa     | Mandou Bojang      | 18 de novembre 1988    |         |      | Gambia Ports Authority |
| 7      | Davanter    | Kebba Bah          | 11 de novembre 1988    |         |      | Wallidan FC            |
| 8      | Migcampista | Paul Jatta         | 21 de febrer 1991      |         |      | Banjul Hawks FC        |
| 9      | Davanter    | Pa Modou Jagne     | 26 de desembre 1989    |         |      | Gambia Ports Authority |
| 10     | Migcampista | Pa Landing Conateh | 10 d'octubre 1987      |         |      | Real de Banjul         |
| 11     | Migcampista | Ebrima Sohna       | 14 de desembre 1988    |         |      | Sandefjord             |
| 12     | Migcampista | Abdoulie Mansally  | 27 de gener 1989       |         |      | Real de Banjul         |
| 13     | Davanter    | Ousman Jallow      | 21 d'octubre 1988      |         |      | Raja Casablanca        |
| 14     | Migcampista | Sainey Nyassi      | 31 de gener 1989       |         |      | Gambia Ports Authority |
| 15     | Migcampista | Tijan Jaiteh       | 31 de desembre 1988    |         |      | Brann                  |
| 16     | Porter      | Christopher Allen  | 19 de desembre 1989    |         |      | GAMTEL FC              |
| 17     | Migcampista | Sanna Nyassi       | 31 de gener 1989       |         |      | Gambia Ports Authority |
| 18     | Defensa     | Abdou Ceesay       | 13 de desembre 1989    |         |      | Bakau United FC        |
| 19     | Defensa     | Ebrima Jatta       | 18 de febrer 1987      |         |      | Banjul Hawks FC        |
| 20     | Davanter    | Modou Ngum         | 24 de maig 1988        |         |      | Wallidan FC            |
| 21     | Porter      | Suruwa Bojang      | 14 de juliol 1989      |         |      | Steve Biko FC          |

### Mèxic
Seleccionador:  Jesús Ramírez
| Dorsal | Posició     | Jugador             | Data de naixement/edat | Partits | Gols | Club          |
| ------ | ----------- | ------------------- | ---------------------- | ------- | ---- | ------------- |
| 1      | Porter      | Alfonso Blanco      | 31 de juliol 1987      |         |      | Pachuca       |
| 2      | Defensa     | Patricio Araujo     | 30 de gener 1988       |         |      | Guadalajara   |
| 3      | Defensa     | Efrain Juarez       | 22 de febrer 1988      |         |      | Barcelona     |
| 4      | Defensa     | Arturo Ledesma      | 25 de maig 1988        |         |      | Guadalajara   |
| 5      | Defensa     | Hector Moreno       | 17 de gener 1988       |         |      | UNAM          |
| 6      | Migcampista | Omar Esparza        | 21 de maig 1988        |         |      | Guadalajara   |
| 7      | Migcampista | Javier Hernández    | 1 de juny 1988         |         |      | Guadalajara   |
| 8      | Davanter    | Pablo Barrera       | 21 de juny 1987        |         |      | UNAM          |
| 9      | Davanter    | Carlos Vela         | 1 de març 1989         |         |      | Arsenal       |
| 10     | Davanter    | Giovanni dos Santos | 11 de maig 1989        |         |      | Barcelona     |
| 11     | Migcampista | Jorge Hernández     | 22 de febrer 1988      |         |      | Atlas         |
| 12     | Porter      | Rodolfo Cota        | 3 de juliol 1987       |         |      | Pachuca       |
| 13     | Defensa     | Julio Domínguez     | 8 de novembre 1987     |         |      | Cruz Azul     |
| 14     | Defensa     | Osmar Mares         | 17 de juny 1987        |         |      | Santos Laguna |
| 15     | Migcampista | Juan Carlos Silva   | 6 de febrer1988        |         |      | América       |
| 16     | Migcampista | Adrian Aldrete      | 14 de juny 1988        |         |      | Morelia       |
| 17     | Davanter    | José Guerrero       | 18 de novembre 1987    |         |      | Atlante       |
| 18     | Migcampista | César Villaluz      | 18 de juliol 1988      |         |      | Cruz Azul     |
| 19     | Davanter    | Christian Bermudez  | 26 d'abril 1987        |         |      | Atlante       |
| 20     | Defensa     | Alejandro Castro    | 27 de març 1987        |         |      | Cruz Azul     |
| 21     | Porter      | Alejandro Gallardo  | 16 de gener 1988       |         |      | Atlas         |

### Nova Zelanda
Seleccionador:  Stu Jacobs
| Dorsal | Posició     | Jugador            | Data de naixement/edat | Partits | Gols | Club                   |
| ------ | ----------- | ------------------ | ---------------------- | ------- | ---- | ---------------------- |
| 1      | Porter      | Jacob Spoonley     | 3 de març 1987         |         |      | Auckland City FC       |
| 2      | Defensa     | Sam Peters         | 20 de juliol 1989      |         |      | Team Wellington        |
| 3      | Defensa     | Ian Hogg           | 15 de desembre 1989    |         |      | Hawke's Bay United     |
| 4      | Migcampista | Cole Peverley      | 2 de juliol1988        |         |      | Waikato FC             |
| 5      | Defensa     | Jack Pelter        | 30 de juliol1987       |         |      | Canterbury United      |
| 6      | Defensa     | Phil Edginton      | 8 de febrer 1987       |         |      | Hawke's Bay United     |
| 7      | Davanter    | Craig Henderson    | 24 de juny1987         |         |      | Dartmouth College      |
| 8      | Migcampista | Chris James        | 4 de juliol1987        |         |      | Fulham F.C.            |
| 9      | Davanter    | Greg Draper        | 13 d'agost 1989        |         |      | Canterbury United      |
| 10     | Davanter    | Jeremy Brockie     | 7 d'octubre1987        |         |      | Sydney FC              |
| 11     | Migcampista | Sam Jenkins        | 17 de febrer1987       |         |      | Hawke's Bay United     |
| 12     | Migcampista | Nick Roydhouse     | 5 d'octubre1988        |         |      | YoungHeart Manawatu    |
| 13     | Migcampista | Michael Cunningham | 29 de novembre1987     |         |      | Otago United           |
| 14     | Defensa     | Michael Boxall     | 18 d'agost1988         |         |      | Auckland City FC       |
| 15     | Migcampista | Dan Keat           | 28 de setembre1987     |         |      | Dartmouth College      |
| 16     | Porter      | Rodney Brown       | 24 d'octubre1987       |         |      | Team Wellington        |
| 17     | Defensa     | Tim Schaeffers     | 14 de maig 1987        |         |      | Waikato FC             |
| 18     | Migcampista | Tim Richardson     | 12 de setembre 1988    |         |      | YoungHeart Manawatu    |
| 19     | Defensa     | Kieran Purcell     | 27 d'abril 1988        |         |      | Univ. of Evansville    |
| 20     | Porter      | Rhys Keane         | 9 de març 1990         |         |      | Central Coast Mariners |
| 21     | Migcampista | Aaron Clapham      | 15 de gener 1987       |         |      | Univ. of Louisville    |

### Portugal
Seleccionador:  Jose Carvalho
| Dorsal | Posició     | Jugador            | Data de naixement/edat | Partits | Gols | Club                 |
| ------ | ----------- | ------------------ | ---------------------- | ------- | ---- | -------------------- |
| 1      | Porter      | Igor Araujo        | 4 de febrer 1987       |         |      | Covilhã              |
| 2      | Defensa     | Pedro Correia      | 27 de març 1987        |         |      | Benfica              |
| 3      | Defensa     | Steven Vitória     | 11 de gener 1987       |         |      | Tourizense           |
| 4      | Defensa     | Paulo Renato       | 14 de maig 1987        |         |      | Real Massamá         |
| 5      | Defensa     | André Marques      | 1 d'agost 1987         |         |      | Olivais e Moscavide  |
| 6      | Migcampista | Nuno Coelho        | 23 de novembre 1987    |         |      | Portimonense         |
| 7      | Davanter    | Bruno Gama         | 15 de novembre 1987    |         |      | Braga                |
| 8      | Migcampista | Pélé               | 14 de setembre 1987    |         |      | Vitória de Guimarães |
| 9      | Davanter    | Zequinha           | 7 de gener 1987        |         |      | Tourizense           |
| 10     | Migcampista | Vitor Gomes        | 25 de desembre 1987    |         |      | Rio Ave              |
| 11     | Davanter    | Fábio Coentrão     | 11 de març 1988        |         |      | Benfica              |
| 12     | Porter      | Rui Patrício       | 15 de febrer 1988      |         |      | Sporting             |
| 13     | Defensa     | Antunes            | 1 d'abril 1987         | 1       |      | Paços de Ferreira    |
| 14     | Defensa     | João Pedro         | 29 de desembre 1987    |         |      | Portimonense         |
| 15     | Migcampista | Zezinando          | 1 de gener 1987        |         |      | Estoril-Praia        |
| 16     | Davanter    | Diogo Tavares      | 29 de juliol 1987      |         |      | Monza Brianza        |
| 17     | Migcampista | Feliciano Condesso | 6 d'abril 1987         |         |      | Vila-real CF         |
| 18     | Defensa     | Mano               | 9 d'abril 1987         |         |      | Belenenses           |
| 19     | Davanter    | Guedes             | 7 de maig 1987         |         |      | Penafiel             |
| 20     | Migcampista | Bruno Pereirinha   | 2 de març 1988         |         |      | Sporting             |
| 21     | Porter      | Ricardo Janota     | 10 de març 1987        |         |      | Atlético             |

## Grup D

### Brasil
Seleccionador:  Nelson Rodrigues
| Dorsal | Posició     | Jugador         | Data de naixement/edat | Partits | Gols | Club                |
| ------ | ----------- | --------------- | ---------------------- | ------- | ---- | ------------------- |
| 1      | Porter      | Cássio          | 6 de juny 1987         |         |      | Grêmio              |
| 2      | Defensa     | Eduardo Ratinho | 17 de setembre 1987    |         |      | Corinthians         |
| 3      | Defensa     | Luizão          | 3 de gener 1987        |         |      | Cruzeiro            |
| 4      | Defensa     | David Luiz      | 22 d'abril 1987        |         |      | Benfica             |
| 5      | Migcampista | Roberto         | 24 d'abril 1988        |         |      | Atlético Paranaense |
| 6      | Defensa     | Marcelo         | 12 de maig 1988        | 2       |      | Reial Madrid        |
| 7      | Migcampista | Willian         | 9 d'agost 1988         |         |      | Corinthians         |
| 8      | Migcampista | Marcone         | 12 de juliol 1987      |         |      | Bahia               |
| 9      | Davanter    | Jô              | 20 de març 1987        | 1       |      | CSKA Moscow         |
| 10     | Migcampista | Renato Augusto  | 1 de febrer 1988       |         |      | Flamengo            |
| 11     | Davanter    | Alexandre Pato  | 2 de setembre 1989     |         |      | Internacional       |
| 12     | Porter      | Muriel          | 14 de febrer 1987      |         |      | Internacional       |
| 13     | Defensa     | Amaral          | 5 de setembre 1987     |         |      | Palmeiras           |
| 14     | Defensa     | David           | 21 de maig 1987        |         |      | Palmeiras           |
| 15     | Defensa     | Edson           | 6 de juliol 1987       |         |      | Figueirense         |
| 16     | Defensa     | Carlao          | 19 de juliol 1987      |         |      | Coritiba            |
| 17     | Migcampista | Ji-Paraná       | 11 de juny 1987        |         |      | Internacional       |
| 18     | Migcampista | Carlos Eduardo  | 18 de juliol 1987      |         |      | Grêmio              |
| 19     | Davanter    | Luiz Adriano    | 12 d'abril 1987        |         |      | Xakhtar Donetsk     |
| 20     | Migcampista | Leandro Lima    | 19 de desembre 1987    |         |      | São Caetano         |
| 21     | Porter      | Felipe          | 10 de gener 1988       |         |      | Santos              |

### Corea del Sud
Seleccionador:  Cho Dong-Hyun
| Dorsal | Posició     | Jugador         | Data de naixement/edat | Partits | Gols | Club                    |
| ------ | ----------- | --------------- | ---------------------- | ------- | ---- | ----------------------- |
| 1      | Porter      | Jo Su-Huk       | 18 de març 1987        |         |      | Dankook University      |
| 2      | Defensa     | Choi Chul-Soon  | 8 de febrer 1987       |         |      | Jeonbuk Hyundai Motors  |
| 3      | Migcampista | Shin Kwang-Hoon | 18 de març 1987        |         |      | Pohang Steelers         |
| 4      | Defensa     | Ahn Hyun-Shik   | 24 d'abril 1987        |         |      | Yonsei University       |
| 5      | Defensa     | Ki Sung-Yueng   | 1 de gener 1989        |         |      | FC Seoul                |
| 6      | Migcampista | Park Hyun-Bem   | 7 de maig 1987         |         |      | Gyeongnam FC            |
| 7      | Migcampista | Park Jong-Jin   | 24 de juny 1987        |         |      | JEF United Chiba        |
| 8      | Migcampista | Kim Dong-Suk    | 26 de març1987         |         |      | FC Seoul                |
| 9      | Davanter    | Lee Sang-Ho     | 9 de maig 1987         |         |      | Ulsan Hyundai           |
| 10     | Davanter    | Shim Young-Sung | 15 de gener 1987       |         |      | Jeju United FC          |
| 11     | Migcampista | Park Joo-Ho     | 16 de gener 1987       |         |      | Soongsil University     |
| 12     | Porter      | Lee Jin-Hyung   | 6 de juliol 1987       |         |      | Dankook University      |
| 13     | Davanter    | Lee Sung-Jae    | 16 de setembre 1987    |         |      | Pohang Steelers         |
| 14     | Migcampista | Lee Chung-Yong  | 2 de juliol 1988       |         |      | FC Seoul                |
| 15     | Migcampista | Jung Kyung-Ho   | 12 de desembre 1987    |         |      | Gyeongnam FC            |
| 16     | Migcampista | Lee Hyun-Seung  | 14 de desembre 1988    |         |      | Jeonbuk Hyundai Motors  |
| 17     | Migcampista | Song Jin-Hyung  | 13 d'agost 1987        |         |      | FC Seoul                |
| 18     | Davanter    | Shin Young-Rok  | 27 de març 1987        |         |      | Suwon Samsung Bluewings |
| 19     | Davanter    | Ha Tae-Kyun     | 12 de novembre 1987    |         |      | Suwon Samsung Bluewings |
| 20     | Defensa     | Bae Seung-Jin   | 3 de novembre 1987     |         |      | Yokohama FC             |
| 21     | Porter      | Kim Jin-Hyeon   | 6 de juliol 1987       |         |      | Gongguk University      |

### Polònia
Seleccionador:  Michał Globisz
| Dorsal | Posició     | Jugador             | Data de naixement/edat | Partits | Gols | Club                       |
| ------ | ----------- | ------------------- | ---------------------- | ------- | ---- | -------------------------- |
| 1      | Porter      | Bartosz Białkowski  | 6 de juliol 1987       |         |      | Southampton FC             |
| 2      | Defensa     | Ben Starosta        | 7 de gener 1987        |         |      | Sheffield United           |
| 3      | Defensa     | Jarosław Fojut      | 17 d'octubre 1987      |         |      | Bolton Wanderers           |
| 4      | Defensa     | Krzysztof Król      | 6 de febrer 1987       |         |      | Reial Madrid C             |
| 5      | Defensa     | Krzysztof Strugarek | 19 de febrer 1987      |         |      | ŁKS Łomża                  |
| 6      | Defensa     | Adam Danch          | 15 de desembre 1987    |         |      | Górnik Zabrze              |
| 7      | Defensa     | Adrian Marek        | 12 d'octubre 1987      |         |      | Zagłębie Sosnowiec         |
| 8      | Defensa     | Artur Marciniak     | 18 d'agost 1987        |         |      | GKS Bełchatów              |
| 9      | Migcampista | Patryk Małecki      | 1 d'agost 1988         |         |      | Wisła Kraków               |
| 10     | Davanter    | Łukasz Janoszka     | 18 de març 1987        |         |      | Ruch Chorzów               |
| 11     | Davanter    | Dawid Janczyk       | 23 de setembre 1987    |         |      | Legia Warszawa             |
| 12     | Porter      | Przemysław Tytoń    | 23 de maig 1987        |         |      | Górnik Łęczna              |
| 13     | Defensa     | Damian Rączka       | 5 d'agost 1987         |         |      | Borussia Mönchengladbach   |
| 14     | Defensa     | Jakub Szałek        | 26 de maig 1987        |         |      | KP Police                  |
| 15     | Defensa     | Maciej Dąbrowski    | 20 d'abril 1987        |         |      | Victoria Koronowo          |
| 16     | Migcampista | Grzegorz Krychowiak | 29 de gener 1990       |         |      | FC Girondins de Bordeaux   |
| 17     | Migcampista | Jakub Feter         | 3 de maig 1987         |         |      | GKS Bełchatów              |
| 18     | Migcampista | Mariusz Sacha       | 19 de juliol 1987      |         |      | Podbeskidzie Bielsko-Biała |
| 19     | Migcampista | Paweł Adamiec       | 30 de juny 1987        |         |      | Zdrój Ciechocinek          |
| 20     | Migcampista | Tomasz Cywka        | 27 de juny 1988        |         |      | Wigan Athletic             |
| 21     | Porter      | Wojciech Szczęsny   | 18 d'abril 1990        |         |      | Arsenal F.C.               |

### Estats Units
Seleccionador:  Thomas Rongen
| Dorsal | Posició     | Jugador           | Data de naixement/edat | Partits | Gols | Club                   |
| ------ | ----------- | ----------------- | ---------------------- | ------- | ---- | ---------------------- |
| 1      | Porter      | Chris Seitz       | 12 de març 1987        |         |      | Real Salt Lake         |
| 2      | Defensa     | Tim Ward          | 28 de febrer 1987      |         |      | Columbus Crew          |
| 3      | Migcampista | Bryan Arguez      | 13 de gener 1989       |         |      | DC United              |
| 4      | Defensa     | Amaechi Igwe      | 20 de maig 1988        |         |      | New England Revolution |
| 5      | Defensa     | Nathan Sturgis    | 6 de juliol 1987       |         |      | Real Salt Lake         |
| 6      | Migcampista | Michael Bradley   | 31 de juliol 1987      | 8       |      | Heerenveen             |
| 7      | Migcampista | Danny Szetela     | 7 de juny 1987         |         |      | Columbus Crew          |
| 8      | Migcampista | Robbie Rogers     | 12 de maig 1987        |         |      | Columbus Crew          |
| 9      | Davanter    | Preston Zimmerman | 11 de novembre 1988    |         |      | Hamburg                |
| 10     | Migcampista | Dax McCarty       | 30 d'abril 1987        |         |      | FC Dallas              |
| 11     | Migcampista | Freddy Adu        | 2 de juny 1989         | 1       |      | Real Salt Lake         |
| 12     | Davanter    | Josmer Altidore   | 6 de novembre 1989     |         |      | Red Bull New York      |
| 13     | Defensa     | Ofori Sarkodie    | 18 de juny 1988        |         |      | Indiana University     |
| 14     | Defensa     | Anthony Wallace   | 26 de gener 1989       |         |      | FC Dallas              |
| 15     | Migcampista | Sal Zizzo         | 3 d'abril 1987         |         |      | UCLA                   |
| 16     | Defensa     | Julian Valentin   | 23 de febrer 1987      |         |      | Wake Forest            |
| 17     | Davanter    | Gabriel Ferrari   | 1 de setembre 1988     |         |      | Sampdoria              |
| 18     | Porter      | Brian Perk        | 21 de juliol 1989      |         |      | UCLA                   |
| 19     | Migcampista | Tony Beltran      | 11 d'octubre 1987      |         |      | UCLA                   |
| 20     | Davanter    | Andre Akpan       | 9 de desembre 1987     |         |      | Harvard                |
| 21     | Porter      | Steve Sandbo      | 23 de febrer 1987      |         |      | SMU                    |

## Grup E

### Argentina
Seleccionador:  Hugo Tocalli
| Dorsal | Posició     | Jugador              | Data de naixement/edat | Partits | Gols | Club               |
| ------ | ----------- | -------------------- | ---------------------- | ------- | ---- | ------------------ |
| 1      | Porter      | Sergio Romero        | 22 de juliol 1987      |         |      | Racing Club        |
| 2      | Defensa     | Federico Fazio       | 17 de març 1987        |         |      | Sevilla            |
| 3      | Defensa     | Emiliano Insúa       | 7 de gener 1989        |         |      | Liverpool          |
| 4      | Migcampista | Gabriel Mercado      | 18 de març 1987        |         |      | Racing Club        |
| 5      | Migcampista | Éver Banega          | 29 de juny 1988        |         |      | Boca Juniors       |
| 6      | Defensa     | Matías Cahais        | 24 de desembre 1987    |         |      | Boca Juniors       |
| 7      | Migcampista | Claudio Yacob        | 18 de juliol 1987      |         |      | Racing Club        |
| 8      | Migcampista | Matías Sánchez       | 18 d'agost 1987        |         |      | Racing Club        |
| 9      | Davanter    | Mauro Zárate         | 18 de març 1987        |         |      | Al-Sadd            |
| 10     | Davanter    | Sergio Agüero        | 2 de juny 1988         | 3       |      | Atlético Madrid    |
| 11     | Migcampista | Damián Escudero      | 20 d'abril 1987        |         |      | Vélez Sársfield    |
| 12     | Porter      | Javier Hernán García | 29 de gener 1987       |         |      | Boca Juniors       |
| 13     | Defensa     | Germán Voboril       | 5 de maig 1987         |         |      | San Lorenzo        |
| 14     | Defensa     | Leonardo Sigali      | 29 de maig 1987        |         |      | Nueva Chicago      |
| 15     | Migcampista | Alejandro Cabral     | 11 de setembre 1987    |         |      | Vélez Sársfield    |
| 16     | Migcampista | Alejandro Gómez      | 15 de febrer 1988      |         |      | Arsenal de Sarandí |
| 17     | Migcampista | Maximiliano Moralez  | 27 de febrer 1987      |         |      | Racing Club        |
| 18     | Migcampista | Ángel Di María       | 14 de febrer 1988      |         |      | Rosario Central    |
| 19     | Davanter    | Pablo Piatti         | 31 de març 1989        |         |      | Estudiantes        |
| 20     | Migcampista | Lautaro Acosta       | 14 de març 1988        |         |      | Lanús              |
| 21     | Porter      | Bruno Centeno        | 8 d'agost 1988         |         |      | San Lorenzo        |

### República Txeca
Seleccionador:  Miroslav Soukup
| Dorsal | Posició     | Jugador        | Data de naixement/edat | Partits | Gols | Club                   |
| ------ | ----------- | -------------- | ---------------------- | ------- | ---- | ---------------------- |
| 1      | Porter      | Radek Petr     | 15 de febrer 1987      |         |      | FC Baník Ostrava       |
| 2      | Defensa     | Jakub Dohnálek | 12 de gener 1988       |         |      | FC Slovan Liberec      |
| 3      | Defensa     | Lukáš Kubáň    | 22 de juny 1987        |         |      | 1. FC Slovácko         |
| 4      | Defensa     | Ondřej Mazuch  | 15 de març 1989        |         |      | ACF Fiorentina         |
| 5      | Defensa     | Jan Šimůnek    | 20 de febrer 1987      |         |      | SK Kladno              |
| 6      | Defensa     | Ondřej Kúdela  | 26 de març 1987        |         |      | AC Sparta Praha        |
| 7      | Migcampista | Jiří Valenta   | 14 de gener 1988       |         |      | FK Jablonec 97         |
| 8      | Migcampista | Michal Held    | 27 de gener 1987       |         |      | SK Slavia Praha        |
| 9      | Davanter    | Martin Fenin   | 16 d'abril 1987        |         |      | FK Teplice             |
| 10     | Migcampista | Jakub Mareš    | 26 de gener 1987       |         |      | FK Teplice             |
| 11     | Migcampista | Tomáš Okleštěk | 21 de febrer 1987      |         |      | 1. FC Brno             |
| 12     | Davanter    | Petr Janda     | 5 de gener 1987        |         |      | SK Slavia Praha        |
| 13     | Migcampista | Tomáš Mičola   | 26 de setembre 1988    |         |      | FC Baník Ostrava       |
| 14     | Migcampista | Marcel Gecov   | 1 de gener 1988        |         |      | SK Slavia Praha        |
| 15     | Migcampista | Marek Střeštík | 1 de febrer 1987       |         |      | 1. FC Brno             |
| 16     | Porter      | Luděk Frydrych | 3 de gener 1987        |         |      | FC Hradec Králové      |
| 17     | Defensa     | Marek Suchý    | 29 de març 1988        |         |      | SK Slavia Praha        |
| 18     | Davanter    | Tomáš Pekhart  | 26 de maig 1989        |         |      | Tottenham Hotspur F.C. |
| 19     | Migcampista | Luboš Kalouda  | 20 de maig 1987        |         |      | 1. FC Brno             |
| 20     | Migcampista | Tomáš Cihlář   | 24 de juny 1987        |         |      | FC Vysočina Jihlava    |
| 21     | Porter      | Tomáš Fryšták  | 28 d'agost 1987        |         |      | 1. FC Slovácko         |

### Panamà
Seleccionador:  Julio Dely
| Dorsal | Posició     | Jugador             | Data de naixement/edat | Partits | Gols | Club                |
| ------ | ----------- | ------------------- | ---------------------- | ------- | ---- | ------------------- |
| 1      | Porter      | Luis Mejia          | 16 de març, 1991       |         |      | Tauro F.C.          |
| 2      | Defensa     | Eric Vazquez        | 8 de gener, 1988       |         |      | Municipal Chorrillo |
| 3      | Migcampista | Luis Ovalle         | 7 de setembre, 1988    |         |      | Sporting '89        |
| 4      | Migcampista | Josue Brown         | 11 d'octubre, 1987     |         |      | Atlético Veragüense |
| 5      | Defensa     | Marvin Mitchell     | 23 de gener, 1987      |         |      | CD Árabe Unido      |
| 6      | Migcampista | Francisco Castaneda | 23 de novembre, 1988   |         |      | Tauro F.C.          |
| 7      | Migcampista | Javier González     | 20 de juny, 1988       |         |      | Alianza FC          |
| 8      | Migcampista | Luis Jaramillo      | 25 d'abril, 1988       |         |      | Chepo F.C.          |
| 9      | Davanter    | Gabriel Torres      | 31 d'octubre, 1988     |         |      | Chepo F.C.          |
| 10     | Migcampista | Nelson Barahona     | 22 de novembre, 1987   |         |      | CD Árabe Unido      |
| 11     | Davanter    | Armando Cooper      | 26 de novembre, 1987   |         |      | CD Árabe Unido      |
| 12     | Porter      | Guillermo Murillo   | 4 de novembre, 1987    |         |      | Chepo F.C.          |
| 13     | Migcampista | Pablo González      | 21 de març, 1989       |         |      | Sporting '89        |
| 14     | Defensa     | Christian Vergara   | 10 de desembre, 1988   |         |      | Municipal Chorrillo |
| 15     | Davanter    | Javier De La Rosa   | 12 de gener, 1990      |         |      | Chepo F.C.          |
| 16     | Defensa     | Eduardo Dasent      | 12 d'octubre, 1988     |         |      | Tauro F.C.          |
| 17     | Defensa     | Antonio Leslie      | 23 d'abril, 1987       |         |      | CD Árabe Unido      |
| 18     | Migcampista | Alberto Quintero    | 18 de desembre, 1987   |         |      | Municipal Chorrillo |
| 19     | Migcampista | Celso Polo          | 19 de març, 1987       |         |      | Chepo F.C.          |
| 20     | Defensa     | Carlos Rodríguez    | 12 d'abril, 1990       |         |      | Chepo F.C.          |
| 21     | Porter      | Alexander Andreve   | 26 d'abril, 1987       |         |      | Municipal Chorrillo |

### Corea del Nord
Seleccionador:  Tong Sop Jo
| Dorsal | Posició     | Jugador        | Data de naixement/edat | Partits | Gols | Club                   |
| ------ | ----------- | -------------- | ---------------------- | ------- | ---- | ---------------------- |
| 1      | Porter      | Kwang Min Ju   | 20 de maig 1990        |         |      | Kigwancha              |
| 2      | Defensa     | Yong Chol Ri   | 24 de febrer 1991      |         |      | April 25               |
| 4      | Defensa     | Kyong Nam Mun  | 8 d'abril 1989         |         |      | Amnokgang              |
| 5      | Defensa     | Nam Chol Pak   | 3 d'octubre 1988       |         |      | Amnokgang              |
| 6      | Defensa     | Myong Song Yun | 21 d'abril 1988        |         |      | Rimyongsu              |
| 7      | Davanter    | Kum Il Kim     | 10 d'octubre 1987      |         |      | April 25               |
| 8      | Migcampista | Chol Myong Ri  | 18 de febrer 1988      |         |      | Pyongyang              |
| 9      | Migcampista | Song Chol Pak  | 24 de setembre 1987    |         |      | Rimyongsu              |
| 10     | Davanter    | Chang Hyok Kim | 3 de setembre 1987     |         |      | Pyongyang              |
| 11     | Davanter    | Hung Ryong Ri  | 22 de setembre 1988    |         |      | Kim Il-Sung University |
| 12     | Migcampista | Kuk Jin Kim    | 5 de gener 1989        |         |      | Pyongyang              |
| 13     | Migcampista | Nam Il Ryom    | 2 de gener 1987        |         |      | April 25               |
| 14     | Defensa     | Kwang Ik Jon   | 5 d'abril 1988         |         |      | Amnokgang              |
| 15     | Defensa     | Yong Il Yun    | 31 de juliol 1988      |         |      | Wolmido                |
| 16     | Defensa     | Kwang Hyok Ri  | 17 d'agost 1987        |         |      | Kyonggongop            |
| 17     | Davanter    | Chol Min Pak   | 10 de desembre 1988    |         |      | Rimyongsu              |
| 18     | Porter      | Phyong Chol Ri | 17 d'agost 1990        |         |      | Kim Il-Sung University |
| 19     | Migcampista | Kyong Il Kim   | 11 de desembre 1988    |         |      | Rimyongsu              |
| 20     | Davanter    | Chol Min Jong  | 29 d'octubre 1988      |         |      | Rimyongsu              |
| 21     | Porter      | Kwang Il Ri    | 13 d'abril 1988        |         |      | Sobaeksu               |

## Grup F

### Costa Rica
Seleccionador:  Geovanni Alfaro
| Dorsal | Posició     | Jugador            | Data de naixement/edat | Partits | Gols | Club               |
| ------ | ----------- | ------------------ | ---------------------- | ------- | ---- | ------------------ |
| 1      | Porter      | Alfonso Quesada    | 15 de març 1988        |         |      | Cadis              |
| 2      | Defensa     | Brayan Jimenez     | 15 de març 1988        |         |      | Deportivo Saprissa |
| 3      | Defensa     | Rudy Dawson        | 8 de maig 1988         |         |      | Alajuelense        |
| 4      | Davanter    | Giancarlo González | 8 de febrer 1988       |         |      | Alajuelense        |
| 5      | Migcampista | Esteban Rodríguez  | 1 de gener 1988        |         |      | Alajuelense        |
| 6      | Migcampista | José Cubero        | 14 de febrer 1987      |         |      | Herediano          |
| 7      | Defensa     | Pablo Herrera      | 14 de febrer 1987      |         |      | Alajuelense        |
| 8      | Migcampista | Celso Borges       | 27 de maig 1988        |         |      | Deportivo Saprissa |
| 9      | Davanter    | Cesar Elizondo     | 10 de febrer 1988      |         |      | Deportivo Saprissa |
| 10     | Migcampista | Luis Pérez         | 17 de març 1987        |         |      | Pérez Zeledón      |
| 11     | Davanter    | Jean Solórzano     | 8 de gener 1988        |         |      | Alajuelense        |
| 12     | Davanter    | Jonathan McDonald  | 28 d'octubre 1987      |         |      | Herediano          |
| 13     | Davanter    | Marlon Camble      | 22 de febrer 1989      |         |      | Herediano          |
| 14     | Davanter    | Argenis Fernandez  | 3 d'abril 1987         |         |      | Santos             |
| 15     | Migcampista | Orlando González   | 20 de gener 1988       |         |      | Carmelita          |
| 16     | Defensa     | Leslie Ramos       | 25 de gener 1988       |         |      | Alajuelense        |
| 17     | Defensa     | Dave Myrie         | 1 de juny 1988         |         |      | Cadis              |
| 18     | Porter      | Esteban Alvarado   | 28 d'abril 1989        |         |      | Deportivo Saprissa |
| 19     | Migcampista | Ricardo García     | 18 de febrer 1988      |         |      | Puntarenas         |
| 20     | Defensa     | Kendall Waston     | 1 de gener 1988        |         |      | Deportivo Saprissa |
| 21     | Porter      | Francisco Gómez    | 8 d'abril 1989         |         |      | Alajuelense        |

### Japó
Seleccionador:  Yasuyuki Yoshida
| Dorsal | Posició     | Jugador            | Data de naixement/edat | Partits | Gols | Club                          |
| ------ | ----------- | ------------------ | ---------------------- | ------- | ---- | ----------------------------- |
| 1      | Porter      | Akihiro Hayashi    | 7 de maig1987          |         |      | Ryutsu Keizai University F.C. |
| 2      | Defensa     | Atsuto Uchida      | 27 de març1988         |         |      | Kashima Antlers               |
| 3      | Defensa     | Michihiro Yasuda   | 20 de desembre1987     |         |      | Gamba Osaka                   |
| 4      | Defensa     | Yohei Fukumoto     | 12 d'abril1987         |         |      | Oita Trinita                  |
| 5      | Defensa     | Tomoaki Makino     | 11 de maig1987         |         |      | Sanfrecce Hiroshima           |
| 6      | Migcampista | Masato Morishige   | 21 de maig1987         |         |      | Oita Trinita                  |
| 7      | Migcampista | Tsukasa Umesaki    | 23 de febrer1987       | 1       |      | Oita Trinita                  |
| 8      | Migcampista | Atomu Tanaka       | 4 d'octubre1987        |         |      | Albirex Niigata               |
| 9      | Davanter    | Kazuhisa Kawahara  | 29 de gener1987        |         |      | Albirex Niigata               |
| 10     | Migcampista | Yosuke Kasiwagi    | 15 de desembre1987     |         |      | Sanfrecce Hiroshima           |
| 11     | Davanter    | Mike Havenaar      | 20 de maig1987         |         |      | Yokohama F. Marinos           |
| 12     | Davanter    | Yasuhito Morishima | 18 de setembre1987     |         |      | Cerezo Osaka                  |
| 13     | Defensa     | Masaki Yanagawa    | 1 de maig1987          |         |      | Vissel Kobe                   |
| 14     | Davanter    | Kota Aoki          | 27 d'abril1987         |         |      | JEF United Ichihara Chiba     |
| 15     | Migcampista | Jun Aoyama         | 3 de gener1988         |         |      | Nagoya Grampus Eight          |
| 16     | Migcampista | Seiya Fujita       | 2 de juny1987          |         |      | Consadole Sapporo             |
| 17     | Defensa     | Kosuke Ota         | 23 de juliol1987       |         |      | Yokohama F.C.                 |
| 18     | Porter      | Yohei Takeda       | 30 de juny1987         |         |      | Shimizu S-Pulse               |
| 19     | Migcampista | Ryuichi Hirashige  | 15 de juny1988         |         |      | Sanfrecce Hiroshima           |
| 20     | Defensa     | Shinji Kagawa      | 17 de març1989         |         |      | Cerezo Osaka                  |
| 21     | Porter      | Kazushige Kirihata | 30 de juny1987         |         |      | Kashiwa Reysol                |

### Nigèria
Seleccionador:  Ladan Bosso
| Dorsal | Posició     | Jugador           | Data de naixement/edat | Partits | Gols | Club            |
| ------ | ----------- | ----------------- | ---------------------- | ------- | ---- | --------------- |
| 1      | Porter      | Olufemi Thomas    | 5 d'agost1989          |         |      | Nasarawa United |
| 2      | Defensa     | Suraj Sodiq       | 8 de gener1988         |         |      | Prime FC        |
| 3      | Defensa     | Uwa Echiejile     | 20 de gener1988        |         |      | Insurance       |
| 4      | Defensa     | Oladapo Olufemi   | 5 de novembre1988      |         |      | Anderlecht      |
| 5      | Defensa     | Adeniyi Ayodeji   | 12 de setembre1988     |         |      | Gateway         |
| 6      | Defensa     | Efe Ambrose       | 18 d'octubre1988       |         |      | Kaduna United   |
| 7      | Davanter    | Bello Kofarmata   | 12 de maig1988         |         |      | Kano Pillars    |
| 8      | Davanter    | Ezekiel Bala      | 8 d'abril1987          |         |      | Lyn             |
| 9      | Migcampista | Nduka Ozokwo      | 25 de desembre1988     |         |      | Enugu Rangers   |
| 10     | Migcampista | Solomon Owello    | 25 de desembre1988     |         |      | Niger Tornadoes |
| 11     | Davanter    | Akeem Agbetu      | 10 de març1988         |         |      | Kolding FC      |
| 12     | Porter      | Moses Ocheje      | 21 de maig1988         |         |      | Lobi Stars      |
| 13     | Migcampista | Blessing Okardi   | 5 de novembre1988      |         |      | Ocean Boys      |
| 14     | Migcampista | Chukwuma Akabueze | 6 de maig1989          |         |      | Kwara United    |
| 15     | Davanter    | Brown Ideye       | 10 d'octubre1988       |         |      | Ocean Boys      |
| 16     | Defensa     | Robert Egbeta     | 23 de juny1989         |         |      | Sunshine Stars  |
| 17     | Defensa     | Akeem Latifu      | 16 de novembre1989     |         |      | Bussdor United  |
| 18     | Defensa     | Nazifi Inuwa      | 4 de juny1989          |         |      | Kano Pillars    |
| 19     | Defensa     | Kingsley Salami   | 27 de febrer1987       |         |      | Cardiff City    |
| 20     | Migcampista | Moses Adams       | 21 de juliol1988       |         |      | Westerlo        |
| 21     | Porter      | Ikechukwu Ezenwa  | 16 d'octubre1988       |         |      | Ocean Boys      |

### Escòcia
Seleccionador:  Archie Gemmill
| Dorsal | Posició     | Jugador            | Data de naixement/edat | Partits | Gols | Club          |
| ------ | ----------- | ------------------ | ---------------------- | ------- | ---- | ------------- |
| 1      | Porter      | Andrew McNeil      | 19 de gener1987        |         |      | Hibernian     |
| 2      | Defensa     | Andrew Cave-Brown  | 5 d'agost1988          |         |      | Norwich City  |
| 3      | Defensa     | Lee Wallace        | 21 d'agost1987         |         |      | Hearts        |
| 4      | Migcampista | Jamie Adams        | 26 d'agost1987         |         |      | Kilmarnock    |
| 5      | Defensa     | Scott Cuthbert     | 15 de juny1987         |         |      | Celtic        |
| 6      | Defensa     | Mark Reynolds      | 7 de maig1987          |         |      | Motherwell    |
| 7      | Migcampista | Michael McGlinchey | 7 de gener1987         |         |      | Celtic        |
| 8      | Davanter    | Calum Elliot       | 30 de març1987         |         |      | Hearts        |
| 9      | Davanter    | Steve Fletcher     | 26 de març1987         |         |      | Hibernian     |
| 10     | Davanter    | Graham Dorrans     | 5 de maig1987          |         |      | Livingston    |
| 11     | Migcampista | Ryan Conroy        | 28 d'abril1987         |         |      | Celtic        |
| 12     | Porter      | Scott Fox          | 2 d'abril1987          |         |      | Celtic        |
| 13     | Defensa     | Ryan O'Leary       | 24 d'agost1987         |         |      | Kilmarnock    |
| 14     | Defensa     | Andrew Considine   | 1 d'abril1987          |         |      | Aberdeen      |
| 15     | Defensa     | Garry Kenneth      | 21 de juny1987         |         |      | Dundee United |
| 16     | Davanter    | Ross Campbell      | 3 de juliol1987        |         |      | Hibernian     |
| 17     | Migcampista | Sean Lynch         | 31 de gener1987        |         |      | Hibernian     |
| 18     | Davanter    | Robert Snodgrass   | 7 de setembre1987      |         |      | Livingston    |
| 19     | Defensa     | Alan Lowing        | 7 de gener1988         |         |      | Rangers       |
| 20     | Migcampista | Brian Gilmour      | 8 de maig1987          |         |      | Clyde         |
| 21     | Porter      | Greg Kelly         | 28 d'abril1987         |         |      | Aberdeen      |